# Madonna col Bambino n. 583

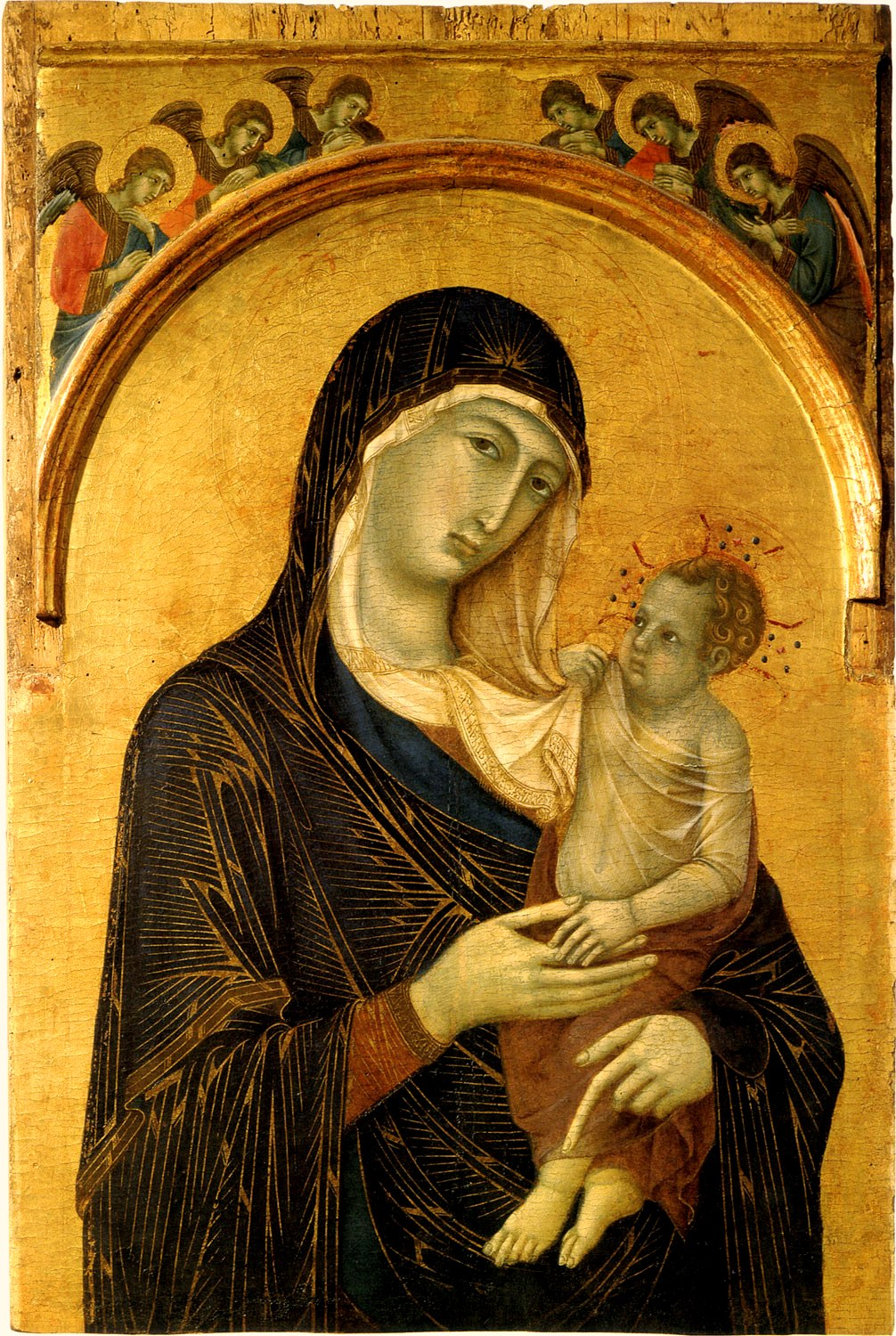
Duccio di Buoninsegna, Madonna col Bambino (1300-1305), Galleria Nazionale Umbra, Perugia

La Madonna col Bambino n. 583 è un dipinto a tempera e oro su tavola (74,3x56,3 cm) di Simone Martini, databile al 1305-1310 circa e conservata nella Pinacoteca Nazionale di Siena. Si tratta della tavola centrale di un più ampio polittico oggi perduto, realizzato per una chiesa non identificata. È una delle prime opere di Simone Martini, molto studiata per capire le origini della pittura del grande maestro senese.

## Storia
La tavola fu acquistata dalla Pinacoteca Nazionale di Siena nel 1906, dagli eredi del vescovo Toti di Colle Val d'Elsa.
L'opera non è firmata dall'artista. Né esistono documenti scritti che aiutano a farla risalire con certezza a Simone Martini. Attribuita per anni a Duccio di Buoninsegna, la Chelazzi Dini fu la prima studiosa ad avvicinarla invece con convinzione ad un giovane Simone Martini dopo il restauro del 1983. L'attribuzione a Simone avvenne su base puramente stilistica e trova oggi il consenso della stragrande maggioranza degli studiosi che si sono pronunciati al riguardo.
La tavola è realizzata con uno stile vicino al più anziano Duccio di Buoninsegna e diverso da quello della successiva Maestà del Palazzo Pubblico di Siena dello stesso Simone Martini (1312-1315). Per questi motivi gli studiosi sono orientati ad una datazione intorno al 1305-1310. Agli stessi anni appartengono altri due dipinti di Simone Martini: la Madonna della Misericordia, proveniente dalla chiesa di San Bartolomeo a Vertine, e, secondo alcuni, anche il Crocifisso delle Cappuccine, entrambi conservati alla Pinacoteca Nazionale di Siena.

## Descrizione e stile
La forte somiglianza tra questa tavola e le tavole di Duccio di Buoninsegna raffiguranti lo stesso soggetto del 1300-1305 (quali il pannello centrale del Polittico n. 28 della Pinacoteca Nazionale di Siena o la Madonna col Bambino della Galleria Nazionale dell'Umbria) induce a pensare che Simone Martini si formò nella bottega di Duccio, che nella peggiore delle ipotesi fu comunque la personalità ispiratrice. L'impostazione è chiaramente duccesca. La somiglianza riguarda la fisionomia dei volti, le vesti dei due personaggi, le tinte chiaroscurali, l'espressione di Maria (rivolta verso lo spettatore con l'inclinazione della testa a “tre quarti”). Persino alcuni dettagli come la trasparenza della sottoveste del Bambino o le pieghe del velo bianco intorno alla testa di Maria derivano dal Duccio dei primi 5 anni del Trecento. 
Ma già in questa primissima opera giovanile di Simone Martini è ravvisabile una certa originalità, soprattutto nella figura del bambino. La caratterizzazione somatica è più accurata, nel mento, nel naso, nelle guance, negli occhi, persino nell'orecchio e trae vantaggio anche dalla resa di zone chiare, quasi di lucentezza metallica, che sono ben contrastate con le zone d'ombra. Questo bambino ha una fisionomia propria, che lo rende riconoscibile rispetto ad altri bambini. Simone è inoltre prodigo di particolari. L'orecchio rivela i dettagli delle sue volute cartilaginee, la capigliatura degli accuratissimi riccioli serpentini. La bocca è aperta e le labbra sono ben delineate, rosse e arricciate. L'aureola rivela un'incastonatura di piccole pietre rosse sferiche e di altre grigie e prismatiche, ma anche pazienti incisioni a rivelare motivi floreali, una vera e propria opera di oreficeria. Infine sorprende la muscolatura del Bambino sotto il vestitino trasparente, con in evidenza i muscoli pettorali e addominali. 
Nei dettagli di questo bambino si riconosce il potenziale di questo giovane artista: un'abilità pittorica senza precedenti che per adesso trovava la sua attuazione nella resa del particolare e in un arricchimento somatico, ma che offrirà molto di più in seguito.